# Efrosyni Gouda
Efrosyni Gouda –en griego, Ευφροσύνη Γουδά– (Serres, 15 de septiembre de 1984) es una deportista griega que compitió en natación sincronizada. Ganó una medalla de bronce en el Campeonato Europeo de Natación de 2004, en la prueba combinación libre.

## Palmarés internacional
| Campeonato Europeo | Campeonato Europeo | Campeonato Europeo | Campeonato Europeo |
| Año                | Lugar              | Medalla            | Prueba             |
| ------------------ | ------------------ | ------------------ | ------------------ |
| 2004               | Madrid (España)    | Medalla de bronce  | Combinación libre  |